# Trisateles turbo
Trisateles turbo är en fjärilsart som beskrevs av Felix Bryk 1948. Trisateles turbo ingår i släktet Trisateles och familjen nattflyn. Inga underarter finns listade i Catalogue of Life.